# Raymond Flynn

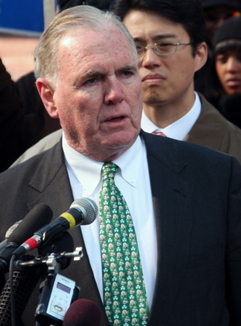
Raymond Flynn (2009)

Raymond Flynn (Raymond Leo „Ray“ Flynn;) (* 22. Juli 1939 in Boston) war von 1984 bis 1993 Bürgermeister von Boston. Außerdem war er von 1993 bis 1997 Botschafter der Vereinigten Staaten beim Heiligen Stuhl, ernannt durch den damaligen US-Präsidenten Bill Clinton.

## Sportlerkarriere
Bevor Flynn Politiker wurde, war er ein All-American Basketballspieler am Providence College. 1963 wurde er beim National Invitational Tournament zum wertvollsten Spieler gewählt. Er war 1964 der letzte Spieler, der von dem damaligen Champion Boston Celtics in den Profikader übernommen wurde.
Er nahm 18 Mal am New-York-City-Marathon teil.

## Politische Karriere
Flynn begann seine politische Karriere als Mitglied des Repräsentantenhauses von Massachusetts, welchem er von 1971 bis 1979 angehörte. Von 1978 bis 1984 saß er im Bostoner Stadtrat, ehe er 1984 zum Bürgermeister der Stadt gewählt wurde. Er wurde 1988 und 1992 bestätigt. In der Mitte seiner dritten Amtszeit schied er aus dem Amt aus, da er vom damaligen Präsidenten Clinton zum Botschafter der Vereinigten Staaten beim Heiligen Stuhl (Vatikan) ernannt worden war.
Raymond Flynn ist Mitglied der Demokratischen Partei und Aktivist der Lebensrechtsbewegung. Bei der Präsidentschaftswahl 2000 unterstützte er George W. Bush. Seit 1999 ist er Mitglied verschiedener katholischer Organisationen.